# Трасейки
Трасейки (бел. Трасейкi) — деревня в Райцевском сельсовете Кореличского района Гродненской области Белоруссии. Расположена в 24 км от городского посёлка Кореличи, в 41 км от железнодорожной станции Новоельня, в 220 км от Гродно. На 2015 год в деревне было 4 двора с 7 жителями.

## История
В середине XIX — начале XX века упоминается как околица в Городищенской волости Новогрудского повета Минской губернии.
С 1 января 1919 года в составе БССР. С марта 1921 года в составе Циринской гмины Новогрудского повята Новогрудского воеводства Польши. С ноября 1939 года снова в составе БССР. С 12 октября 1940 года в Ворончанском сельсовете.
C июля 1941 года по июль 1944 года была оккупирована немецко-фашистскими войсками. В 1943 году было расстреляно 8 жителей деревни.
23 февраля 1949 года деревня вошла в состав колхоза «Советская Армия». С 12 января 1988 года в колхозе «Ленинский путь», с 22 января 1944 года в колхозе «Воронча».
С 21 августа 1989 года по 28 сентября 1995 года в составе Циринского сельсовета. С 1995 года в Ворончанском сельсовете, с 2017 года — в Райцевском.
С 2005 года в составе сельскохозяйственного производственного кооператива «Свитязянка-2003».

## Население
Население деревни на 2015 год составляет 7 человек.
| 1908 | 1921 | 1940 | 1959 | 1970 | 1999 | 2009 | 2015 |
| ---- | ---- | ---- | ---- | ---- | ---- | ---- | ---- |
| 105  | ▼ 79 | ▲ 87 | ▼ 77 | ▲ 85 | ▼ 18 | ▼ 8  | ▼ 7  |